# Castiglione Olona

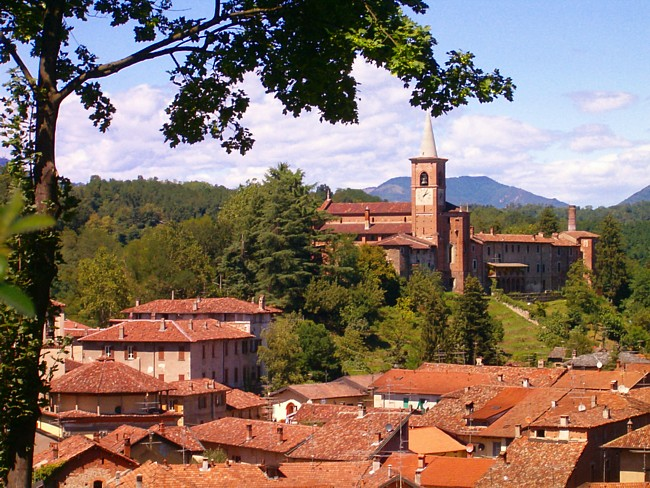
Castiglione Olona

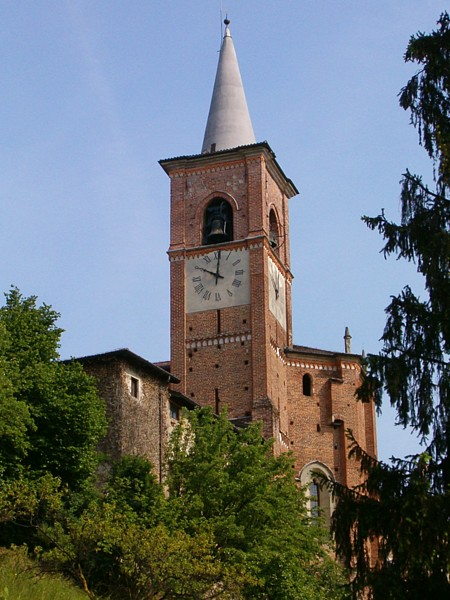
Stiftskirche Santi Stefano e Lorenzo

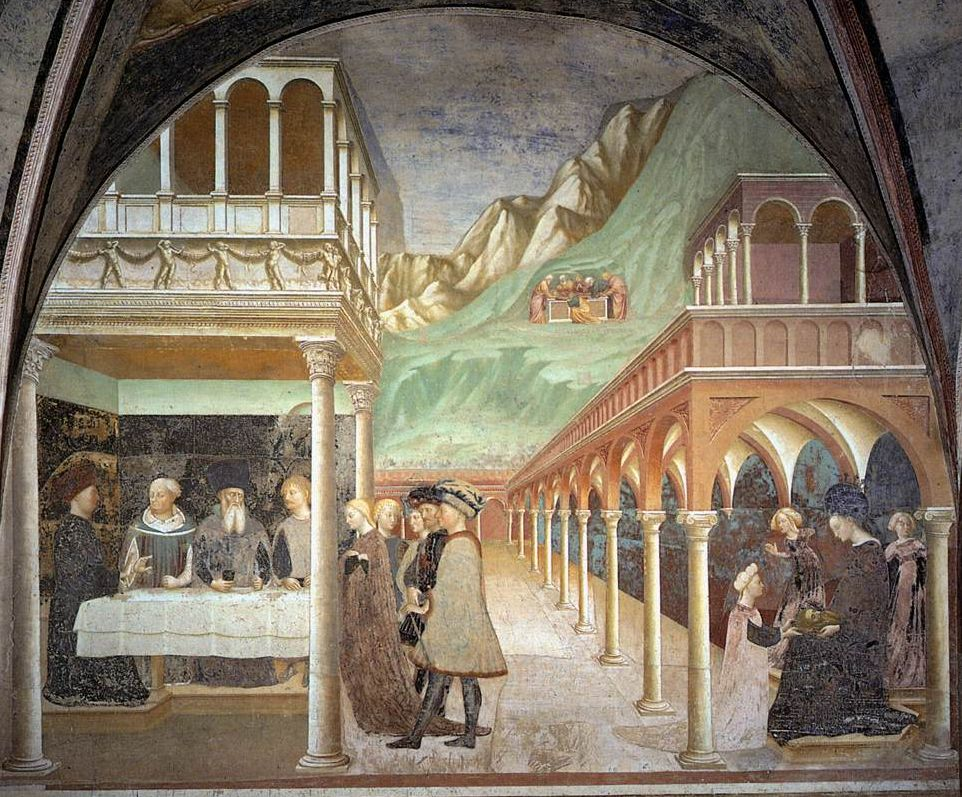
Fresko des Malers Masolino da Panicale (1435)

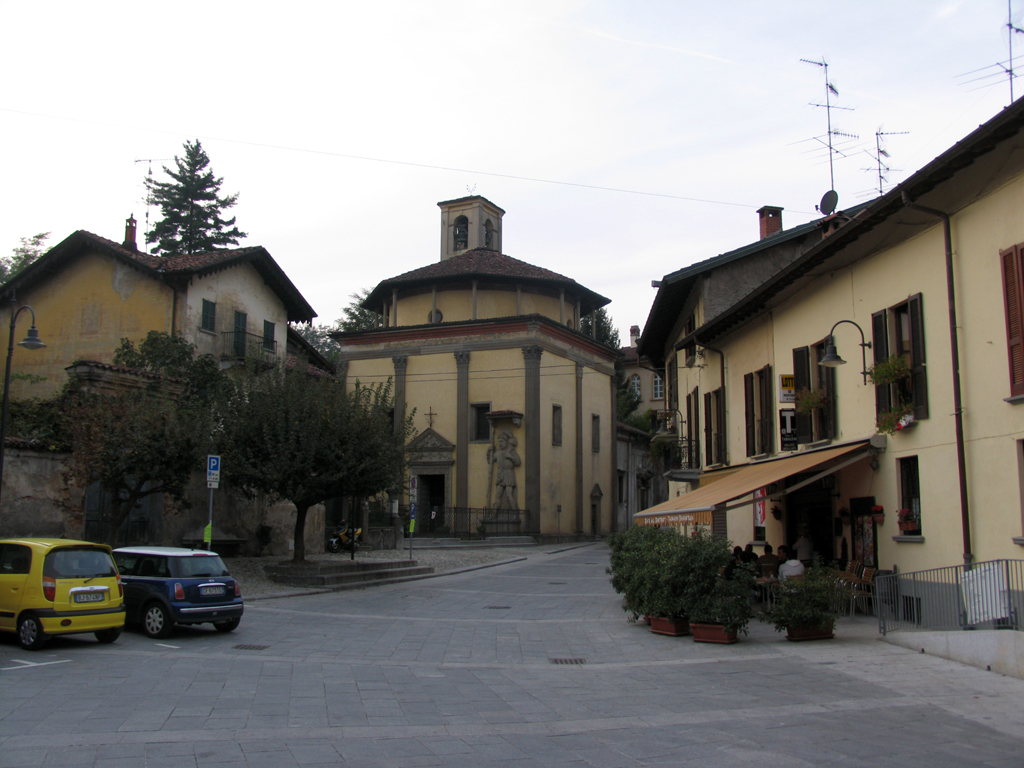
Castiglione Olona, Chiesa di Villa

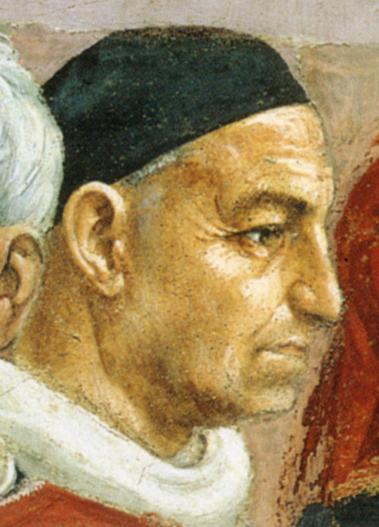
Branda Castiglione

Castiglione Olona ist eine italienische Gemeinde (comune) in der Provinz Varese in der Region Lombardei.

## Geographie
Der Ort liegt an dem kleinen Fluss Olona, der auch Mailand – kanalisiert – durchquert und in den Po mündet. Die Gemeinde bedeckt eine Fläche von 6,9 km². Zu Castiglione Olona gehören die Fraktionen Gornate Superiore und Caronno Corbellaro. Die Nachbargemeinden sind: Caronno Varesino, Gornate-Olona, Lozza, Morazzone, Vedano Olona, Venegono Inferiore und Venegono Superiore. Die nördlich liegende Provinzhauptstadt Varese liegt etwa 12 km entfernt, in die südwestlich gelegene Stadt Mailand sind es 60 km.

## Geschichte
Der Ursprung der Stadt geht nach nicht vollständig bestätigten Quellen auf eine Ansiedlung der Truppen von Stilicho zu Beginn des 5. Jahrhunderts zurück, von der sie den Namen Castrum Stiliconis übernahm. Hier verlief die Via Mediolanum-Bilitio, die Mediolanum (Mailand) über Varisium (Varese) mit Luganum (Lugano) verband. Die moderne Gemeinde ist reich an historischen und künstlerischen Zeugnissen. Die Chronisten jener Zeit verzeichneten die Anwesenheit der Langobarden, von denen die Adelsfamilie Castiglioni um das Jahr 1000 abstammte und die seit mindestens 1028 das Lehen Castiglionese besaßen.
Im Rahmen der Kämpfe um die Kontrolle des Contado del Seprio wurde Castiglione Olona immer wieder in politische Bündnisspiele mit den mächtigen Familien verwickelt, die die lokale Macht ausübten, und stellte sich so auf die Seite der Familien Torriani und Visconti. Aus dieser Zeit stammt der Bau der Stadtmauern, die nur noch im höchsten Teil des Hügels erhalten sind, wo im 12. Jahrhundert die Festung errichtet wurde, die zu drei Vierteln vom Flusslauf des Flusses Olona und im Übrigen von einem massiven Bollwerk mit Zugbrücke verteidigt wurde. In der Renaissance erlebte dieser Ort dank der Anwesenheit und der besonders aufklärerischen Initiativen des Kardinals Branda Castiglione seine größte Blütezeit, bevor er einen langen Niedergang erlebte.
Im Jahr 1800 wurde Castiglione Olona dank des Fleißes und Erfindungsreichtums der Familie Mazzucchelli zum ersten Industriezentrum der Provinz Varese. 1809 schloss König Napoleon Bonaparte Caronno Corbellaro, Gornate Superiore und Lozza an die Gemeinde an, wodurch sich die Einwohnerzahl von 900 auf 1394 erhöhte, doch einige Jahre später machten die wiederhergestellten Österreicher alles zunichte. Die ersten beiden der drei Annexionen wurden dann 1927 von Benito Mussolini erneut vorgeschlagen.

## Partnerschaft
Mit der französischen Gemeinde Étupes im Département Doubs besteht eine Partnerschaft.

## Bevölkerung
| Bevölkerungsentwicklung | Bevölkerungsentwicklung | Bevölkerungsentwicklung | Bevölkerungsentwicklung | Bevölkerungsentwicklung | Bevölkerungsentwicklung | Bevölkerungsentwicklung | Bevölkerungsentwicklung | Bevölkerungsentwicklung | Bevölkerungsentwicklung | Bevölkerungsentwicklung | Bevölkerungsentwicklung | Bevölkerungsentwicklung |
| ----------------------- | ----------------------- | ----------------------- | ----------------------- | ----------------------- | ----------------------- | ----------------------- | ----------------------- | ----------------------- | ----------------------- | ----------------------- | ----------------------- | ----------------------- |
| Jahr                    | 1861                    | 1881                    | 1901                    | 1921                    | 1951                    | 1961                    | 1971                    | 1981                    | 1991                    | 2001                    | 2011                    | 2021                    |
| Einwohner               | 1810                    | 2122                    | 2351                    | 2745                    | 3640                    | 4815                    | 6201                    | 7171                    | 7434                    | 7696                    | 7836                    | 7628                    |

## Sehenswürdigkeiten
- Stiftskirche Santi Stefano und Lorenzo genannt La Collegiata[2] mit Taufkapelle mit Fresken des Malers Masolino da Panicale[3]
- Kirche Santissimo Corpo di Cristo oder Chiesa di Villa. Im Jahre 1485 wurde das Grabdenkmal des Grafen Guido Castiglione von der Schule von Giovanni Antonio Amadeo ins Innere gebracht.[4]
- Palazzo Branda[5]
- Museo Civico Branda Castiglioni
- zahlreiche Bauwerke aus dem 15. Jahrhundert

## Persönlichkeiten
- Branda Castiglione (* 4. Februar 1350 in Castiglione Olona; † 3. Februar 1443 ebenda): Humanist, Kardinal und päpstlicher Legat, Freund und Mäzen von Wissenschaft und Kunst. Durch seine Bautätigkeit (ab 1423) hat er das heutige Ortsbild seiner Heimatstadt wesentlich geprägt.
- Masolino da Panicale (um 1383/84 bis nach 1440), italienischer Maler in der Übergangszeit zwischen Spätgotik und Renaissance, schuf in Castiglione mehrere Werke: In der Kollegienkirche, im Baptisterium und im Palazzo Branda Castiglioni.